# Dhurata Dora
Dhurata Dora, pseudonimo di Dhurata Murturi (Norimberga, 24 dicembre 1992), è una cantante kosovara con cittadinanza albanese.

## Biografia
Nata da una famiglia albanese a Norimberga in Baviera, ha frequentato le scuole elementari a Fürth, per poi trasferirsi a Pristina dove ha avviato la sua carriera musicale nel 2011 con il singolo Vetë kërkove. Nel corso degli anni successivi ha cementificato la sua fama in patria grazie a brani come Roll, A bombi, Shumë on, Kesh kesh, Trëndafil e Jake Jake, le cui clip hanno ricevuto popolarità su YouTube.
Nell'aprile 2019 ha pubblicato il singolo Zemër in collaborazione con Soolking, che ha segnato la sua svolta a livello internazionale: ha infatti raggiunto la top twenty in Svizzera e la top forty in Francia, dove ha conseguito un disco di diamante per aver totalizzato 300 000 unità. Il 28 febbraio 2020 ha reso disponibile Lass los realizzato assieme ad Azet: primo singolo della cantante interpretato in lingua tedesca, ha raggiunto le top ten nei mercati DACH. Sempre con Azet ha dato vita ad un'altra collaborazione intitolata Fajet, uscita anch'essa nel 2020 e divenuta un successo nella classifica svizzera.

## Discografia

### Album in studio
- 2023 – Dhurata

### EP
- 2016 – A bombi
- 2024 – Vera me ty (con Yll Limani)

### Singoli
- 2014 – Roll (feat. Young Zerka)
- 2015 – Ti don
- 2015 – Shumë on
- 2016 – Numrin e ri
- 2016 – Vec ty
- 2016 – Ayo
- 2017 – Bubble
- 2017 – Kesh kesh
- 2018 – Trëndafil (feat. Flori Mumajesi)
- 2018 – Qikat e mia
- 2019 – Zemër (feat. Soolking)
- 2019 – 100 shkallë
- 2020 – Lass los (con Azet)
- 2020 – Ferrari
- 2020 – Fajet (con Azet)
- 2020 – Harrom
- 2021 – Mi amor (feat. Noizy e Jugglerz)
- 2021 – Criminal
- 2022 – Sa m'ke mungu
- 2022 – Gajde (con Elvana Gjata)
- 2022 – Adrenalina (feat. Luciano)
- 2023 – Yummy (con Inna e/o Stefflon Don)
- 2023 – Sonne
- 2023 – Shut Up (feat. Luciano & Noizy)
- 2023 – Rrotullo (con Elvana Gjata)
- 2023 – Genauso (con Bausa)
- 2023 – Kallma (con Noizy)
- 2023 – Pa mu
- 2023 – Palma (con RAF Camora)
- 2023 – Mary (con i Jugglerz)
- 2023 – Lej (con Don Xhoni)
- 2024 – Sheqer
- 2024 – Chaos (con Lea)
- 2024 – Tortura (con MC Kresha e Lyrical Son)
- 2024 – Te quiero (con Murda)
- 2024 – Kef halak (con Stefania)
- 2024 – Haha
- 2025 – Vonë
- 2025 – Qaje (feat. Any Gonzalez)